# Rendeux
Rendeux (en wallon Rindeu) est une commune francophone de Belgique située en Région wallonne dans la province de Luxembourg, ainsi qu’une localité où siège son administration.

## Géographie

### Situation et géographie de la commune
La commune de Rendeux se compose de quatre sections

#### Sections
| # | Nom      | Superf. (km²) | Habitants (2020) | Habitants par km² | Code INS |
| - | -------- | ------------- | ---------------- | ----------------- | -------- |
| 1 | Rendeux  | 20,04         | 1.283            | 64                | 83044A   |
| 2 | Beffe    | 11,13         | 426              | 38                | 83044B   |
| 3 | Marcourt | 18,53         | 418              | 23                | 83044C   |
| 4 | Hodister | 19,54         | 513              | 26                | 83044D   |

#### Communes limitrophes
| Hotton            | Érezée  | Manhay              |
|                   | Rendeux |                     |
| Marche-en-Famenne |         | La Roche-en-Ardenne |

### Situation et description du village
Le village de Rendeux est situé sur la rive gauche de l'Ourthe, un affluent de la Meuse entre les villages de Marcourt (en amont) et de Hampteau (en aval). Il se compose de deux sites nommés Rendeux-Bas construit le long de la route nationale 833 Hotton-La Roche-en-Ardenne et Rendeux-Haut construit aussi le long de cette route nationale en direction de La Roche-en-Ardenne mais aussi un peu plus haut dans un vallon. On trouve à Rendeux-Haut le siège de l'administration communale, le château ainsi que l'école.
Rendeux occupe un site privilégié propice au tourisme vert. Il possède sur son territoire l'arboretum Robert Lenoir qui compte un très grand nombre d'espèces d'arbres rares.

## Démographie

### Évolution démographique avant la fusion de 1977
- Source: DGS, 1831 à 1970=recensements population, 1976= habitants au 31 décembre

### Évolution démographique de la commune fusionnée
En tenant compte des anciennes communes entraînées dans la fusion de communes de 1977, on peut dresser l'évolution suivante:
Les chiffres des années 1831 à 1970 tiennent compte des chiffres des anciennes communes fusionnées.
- Source: DGS , de 1831 à 1981=recensements population; à partir de 1990 = nombre d'habitants chaque 1 janvier[2]

## Histoire
Au cours de l’été 1944, un camp de la Mission Marathon a été organisé secrètement sur le territoire de l’actuelle commune de Rendeux, dans le village de Beffe. La Mission Marathon, dirigée en Belgique par Albert Ancia, visait à mettre des aviateurs alliés à l’abri dans des camps, plutôt que de les évacuer par les filières d’évasion classiques. Abattus en territoires occupés, ils étaient acheminés de tout le pays vers l’Ardenne, en passant par Namur ou Liège. Six camps ont ainsi été établis en Ardenne, où les aviateurs allaient séjourner jusqu’à la Libération, en passant de camp en camp. Le camp de Beffe a accueilli plus de trente aviateurs à partir du 21 juin 1944. Plusieurs habitants de la région ont contribué à la sécurité et au ravitaillement des aviateurs.

## Héraldique
|  | La commune possède des armoiries. Blasonnement : De gueules à l’aigle d’argent, au chef du même à deux annelets d’azur. - Délibération communale : 17 mars 1999 - Arrêté de l'exécutif de la communauté : 30 avril 1999 Source du blasonnement : Lieve Viaene-Awouters et Ernest Warlop, Armoiries communales en Belgique, Communes wallonnes, bruxelloises et germanophones, t. 2 : Communes wallonnes M-Z, Communes bruxelloises, Communes germanophones, Bruxelles, Dexia, 2002. |

## Politique et administration

### Conseil et collège communal 2024-2030
| Collège communal   |                       |                            |
| ------------------ | --------------------- | -------------------------- |
| Bourgmestre        | Cédric Lerusse        | MR - Équipe du Bourgmestre |
| 1er Échevin        | Louis-Philippe Collin | Équipe du Bourgmestre      |
| 2e Échevin         | Frédéric Onsmonde     | Équipe du Bourgmestre      |
| 3e Échevine        | Françoise Meunier     | Équipe du Bourgmestre      |
| Présidente du CPAS | Lucienne Dethier      | Équipe du Bourgmestre      |

### Sécurité et secours
La commune fait partie de la zone de police Famenne-Ardenne pour les services de police, ainsi que de la zone de secours Luxembourg pour les services de pompiers. Le numéro d'appel unique pour ces services est le 112.

## Patrimoine et culture

### Patrimoine architectural et naturel
- Le patrimoine immobilier classé.
- Le château.
- L'église Saint-Martin de Marcourt.
- L'Arboretum Robert Lenoir.
- L'ermitage Saint-Thibaut.

Quelques images de l'Arboretum Robert Lenoir :

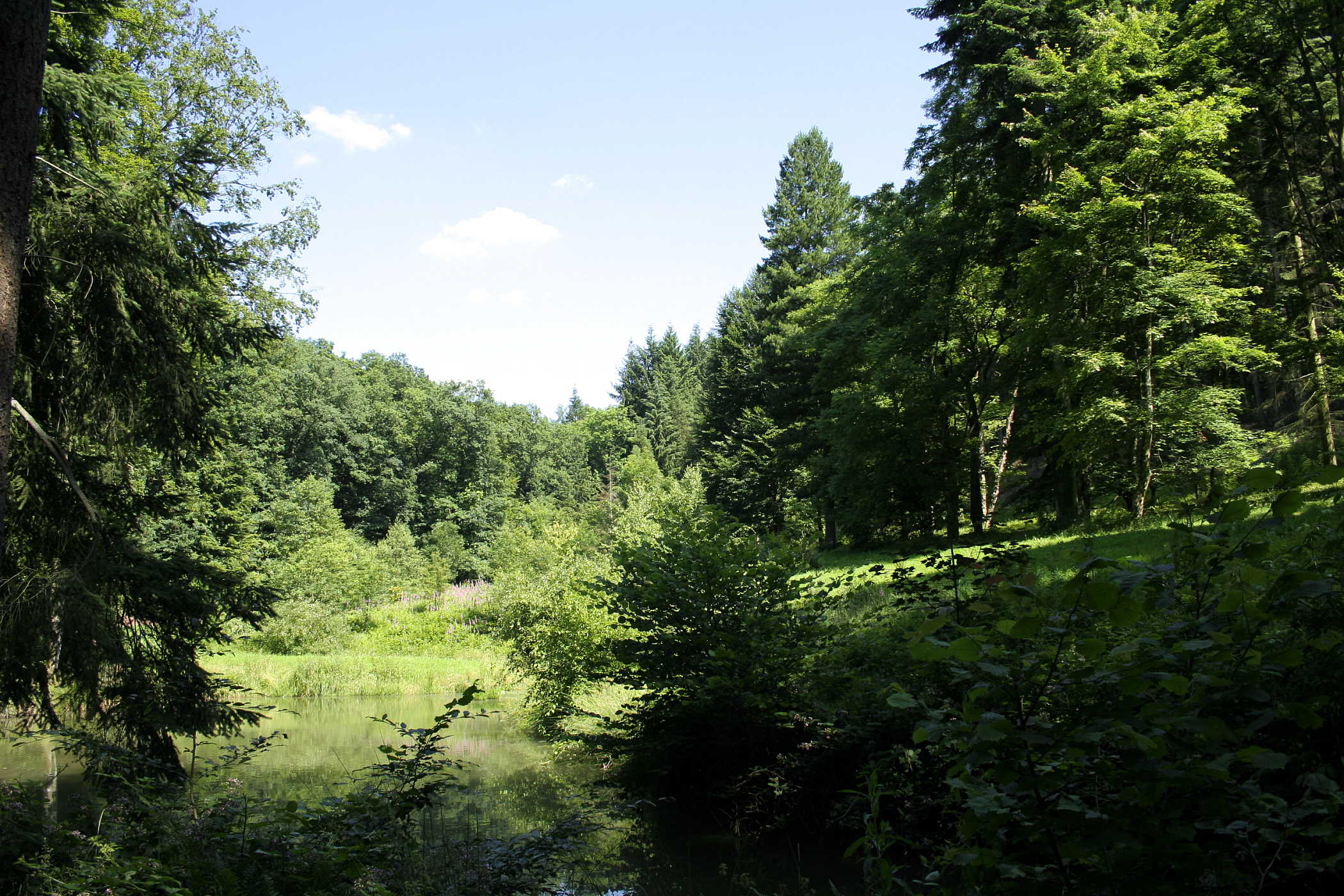
L'arboretum Robert Lenoir.
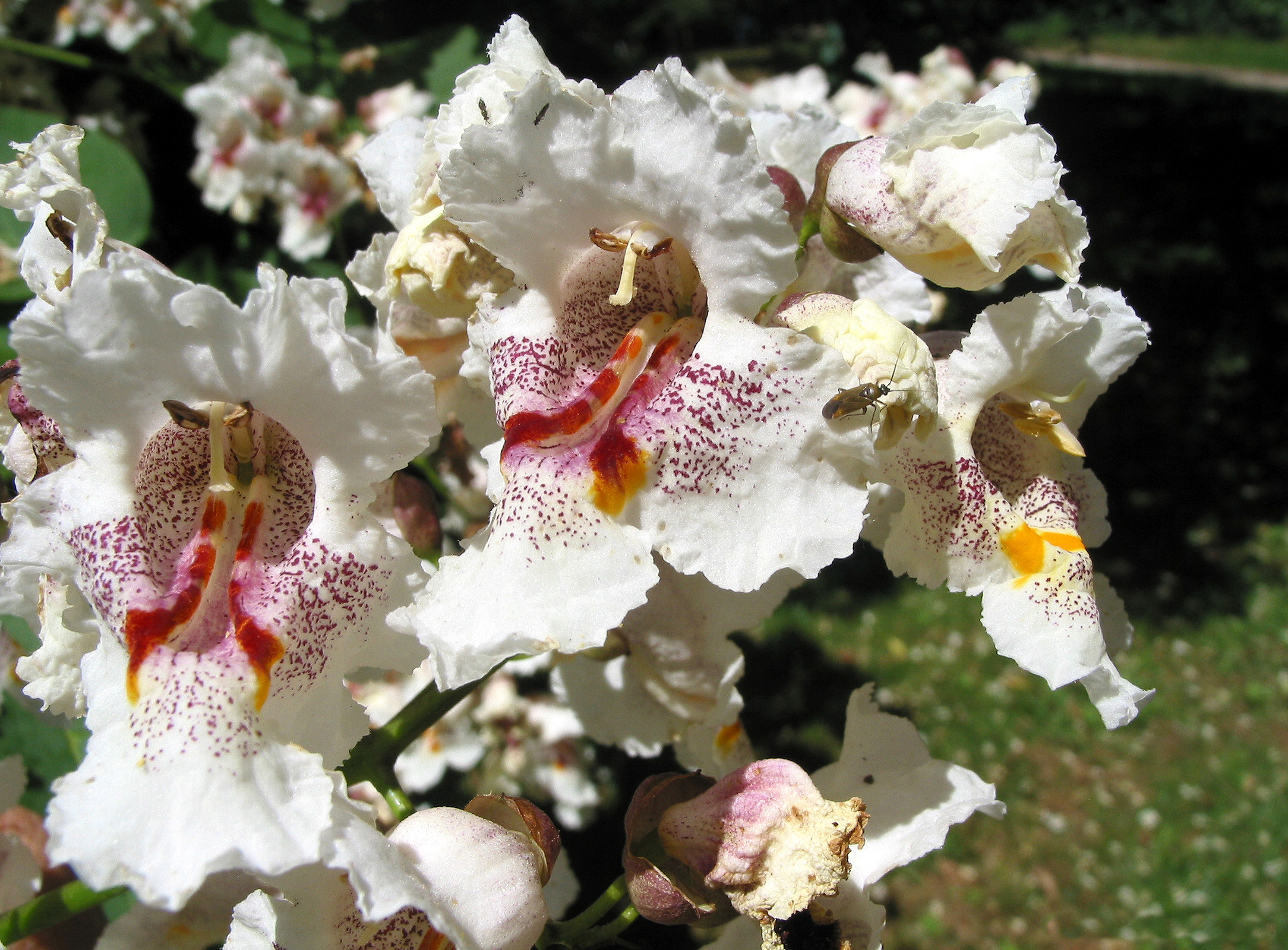
L'arboretum Robert Lenoir.
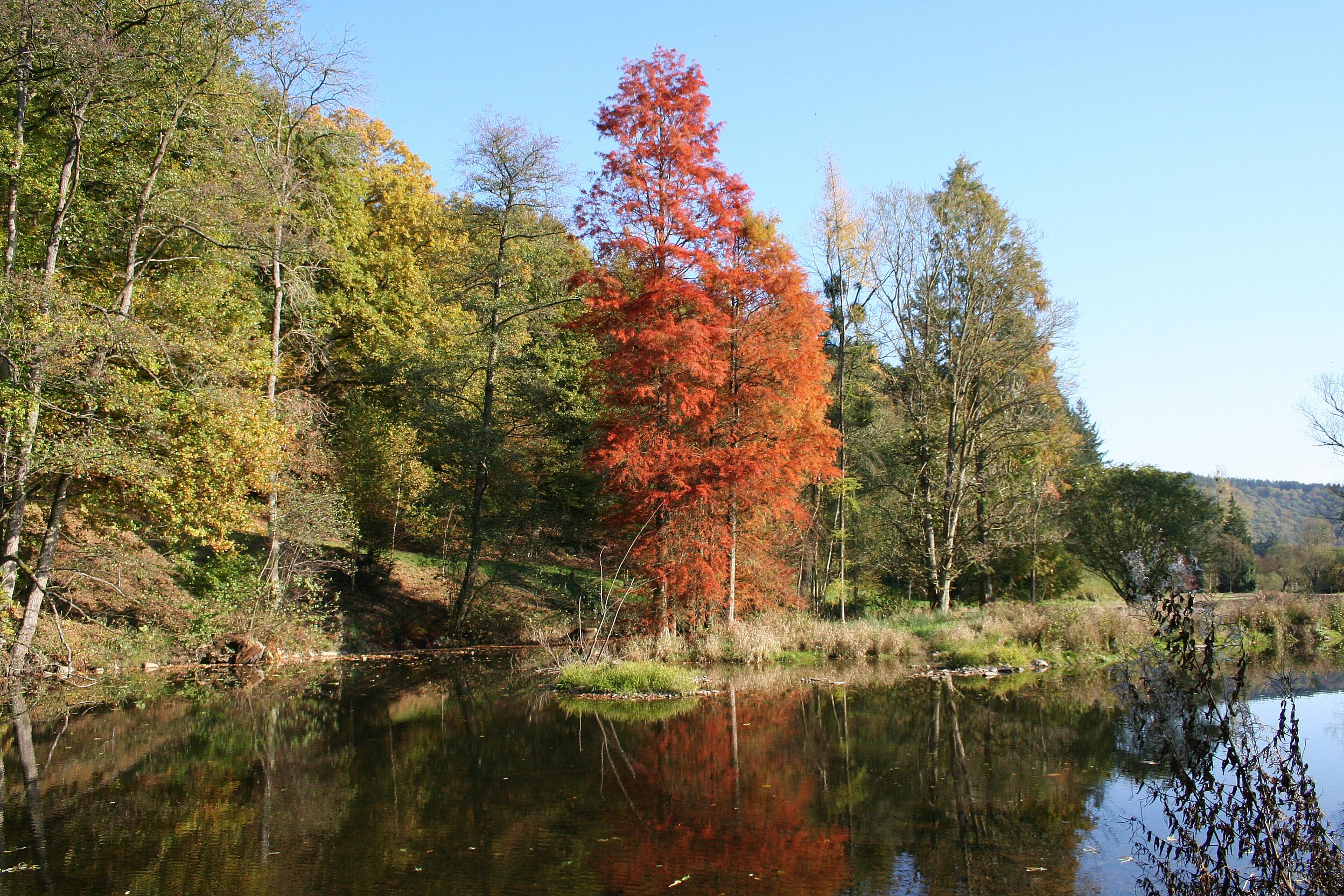
L'arboretum Robert Lenoir.
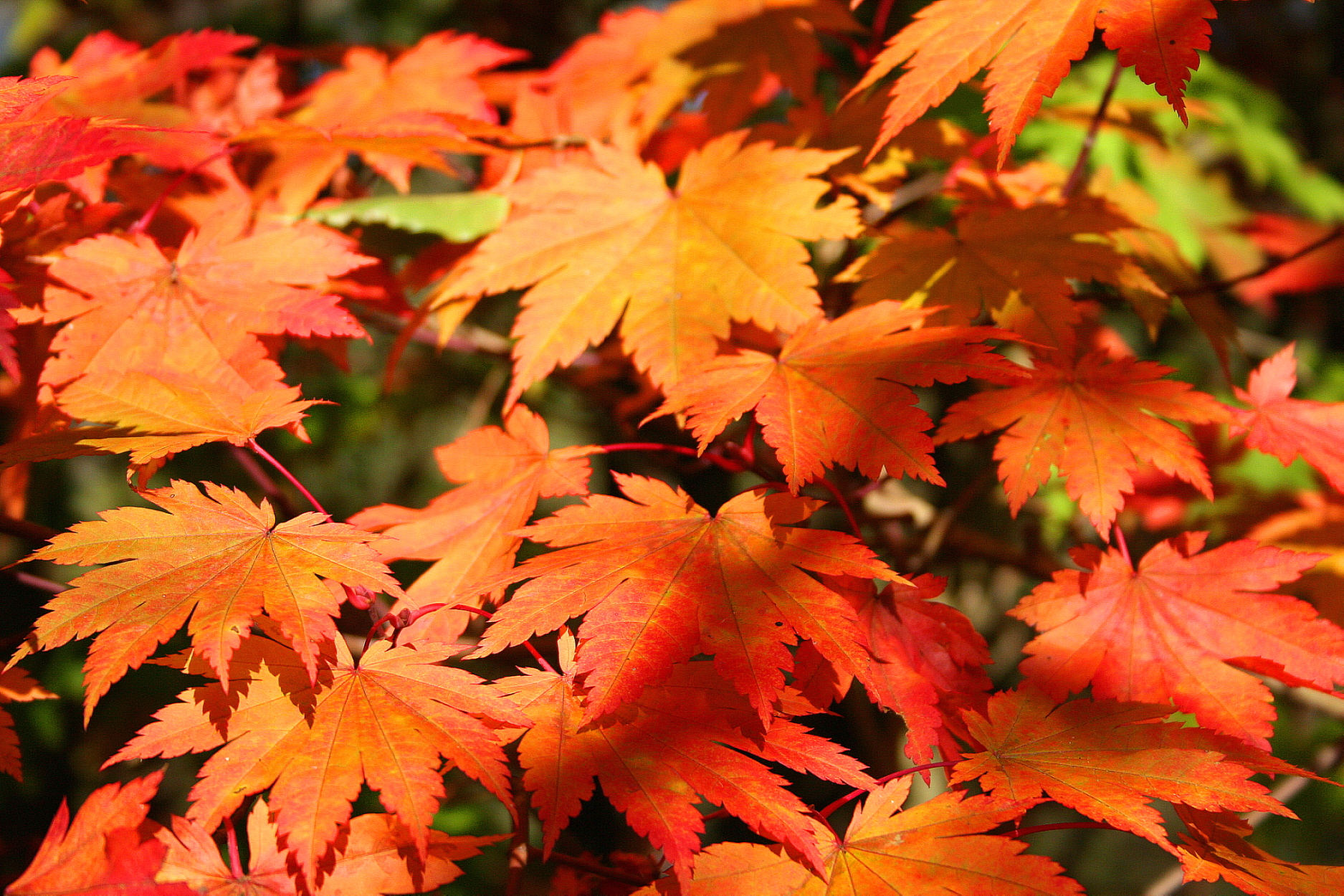
L'arboretum Robert Lenoir.